# Joshua Freeman
Joshua B. Freeman (nacido en 1949) es un profesor de historia en el Queens College de la  Universidad de la Ciudad de Nueva York (CUNY) y en el CUNY Graduate Center. Fue director ejecutivo del departamento de historia de este último centro.

## Infancia y educación
Freeman nació en 1949 en la ciudad de Nueva York. Hijo de padres de clase trabajadora, su abuelo fue muy activo en el movimiento obrero estadounidense. Las experiencias de sus padres y abuelos influyeron profundamente en su conciencia de clase. Durante su juventud, a menudo exploraba los barrios de clase trabajadora y sentía una profunda afinidad por otras personas en situaciones similares.
En 1970, Freeman obtuvo una licenciatura de la Universidad de Harvard.
Obtuvo una maestría en 1976 y un Ph.D. en 1983, ambos de la Universidad de Rutgers.

## Carrera profesional
En 1981, Freeman comenzó a impartir clases en la Universidad Estatal de Nueva York en Old Westbury. Se convirtió en profesor asistente de historia antes de irse en 1985.
En 1984, Freeman obtuvo un puesto como investigador principal en el Centro de Graduados de CUNY, donde trabajó en el Proyecto de Historia Social Estadounidense como escritor en el segundo volumen del libro de texto de dos volúmenes del proyecto, Who Built America: Working People and the Nation's Economy, Politics, Culture and Society.
En 1987, Freeman dejó CUNY y fue nombrado profesor asistente en la Universidad de Columbia. Se convirtió en profesor asociado en 1991.
En 1998, Freeman regresó a CUNY y se convirtió en profesor asociado en Queens College y en el Centro de Graduados de CUNY. Fue nombrado profesor titular en 2001.

## Investigación
La investigación de Freeman se centra en la historiografía sindical y la sociología de la clase trabajadora. Escribe desde una perspectiva teórica de "nueva historia del trabajo".
Dos de sus libros han llamado la atención de la comunidad académica.
Su libro de 1998, In Transit: The Transport Workers Union in New York City, 1933-1966, ganó el premio Philip Taft Labor History Book Award en 1989. Fue ampliamente reseñado y elogiado por mostrar la historia de un sindicato radical importante en la historia del movimiento obrero estadounidense.
In Transit es un libro ricamente detallado sobre una organización notable, el Sindicato de Trabajadores del Transporte (TWU). Se centra en la ciudad de Nueva York durante el apogeo del sindicalismo industrial en las décadas de 1930 y 1940. La historia general del desarrollo de la TWU está estrechamente entrelazada con la política de Nueva York y el New Deal, el surgimiento del Congreso de Organizaciones Industriales (CIO) y su amarga disputa interna con la Federación Estadounidense del Trabajo, así como el impacto de la Segunda Guerra Mundial y principios de la Guerra Fría en la sociedad estadounidense. Pero el más importante de los temas tratados en libro, hace referencia a la relación entre el liderazgo comunista de TWU y la membresía católica irlandesa y predominantemente conservadora del sindicato. Joshua Freeman demuestra de manera atractiva cómo se desarrolló este vínculo improbable en la década de 1930 y cómo finalmente se desmoronó en el dramático clima político de finales de la década de 1940.
El libro de Freeman del año 2000, Working-Class New York: Life and Labor Since World War II, también obtuvo críticas positivas. Freeman pretendía que el libro mostrara un punto de vista diferente de las historias de la ciudad de Nueva York, que normalmente se centraban en las élites ricas, los líderes electos y las organizaciones. A lo largo de la primera mitad del libro, Freeman argumenta que los trabajadores comunes fueron al menos tan influyentes como estos otros grupos para convertir a la ciudad de Nueva York en un bastión progresista, así como en un centro económico y cultural mundial.
Freeman argumenta que la fuerza del trabajo organizado y su continua influencia política en las tres décadas posteriores a la Segunda Guerra Mundial, fueron en gran parte responsables del surgimiento de una política socialdemócrata, la cual hizo que la ciudad fuera especial. La presencia de trabajadores organizados, dice Freeman, incluso le dio a la ciudad su "grandeza cultural".. .. Si bien aquí no se revelan grandes novedades, el relato de Freeman es un recordatorio importante de que la política social no la hacen simplemente las élites políticas.
Un crítico argumentó que Freeman descarta con demasiada facilidad a las fuerzas conservadoras y anticomunistas activas en la ciudad de Nueva York en ese momento, desperdiciando la oportunidad de explicar por qué los sindicatos de izquierda pudieron superarlos e implementar gran parte de su agenda.
El libro más reciente de Freeman es American Empire, 1945-2000: The Rise of a Global Power, The Democratic Revolution at Home. Forma parte de Penguin History of the United States, editado por Eric Foner.

## Membresías y premios
Freeman es un popular comentarista de historia del trabajo en radio y televisión. Apareció en New York: A Documentary Film de Ric Burns. De 2001 a 2004, escribió la columna "Nuestra viva tradición" para TWU Local 100 Express.
También es editor de New Labor Forum y de la revista International Labor and Working-Class History.
Su libro In Transit, fue uno de los dos co-ganadores del premio Philip Taft Labor History Book Award en 1989, por el mejor libro relacionado con la historia del trabajo en los Estados Unidos.
En el año 2000, su libro Working-Class New York ganó el Premio del Libro de la Ciudad de Nueva York, patrocinado por la Biblioteca de la Sociedad de Nueva York, a la mejor obra de estudio de la ciudad de Nueva York.

## Obras publicadas

### Libros en solitario
- In Transit: The Transport Workers Union in New York City, 1933-1966. New ed., with new epilogue. Philadelphia: Temple University Press, 2001. ISBN 1-56639-922-X
- Working-Class New York: Life and Labor Since World War II. New York: The New Press, 2000. ISBN 1-56584-575-7
- American Empire, 1945-2000: The Rise of a Global Power, The Democratic Revolution at Home. New York: Viking, 2012.  ISBN 9780670023783
- Behemoth: A History of the Factory and the Making of the Modern World. New York: W. W. Norton & Company, 2018. ISBN 9780393246315[7]

### Libros en coautoría
- Lichtenstein, Nelson, et al. Who Built America? Vol. 2: From 1877 to Present. 1st ed. New York: Pantheon Books, 1992. ISBN 1-57259-303-2

### Libros coeditados
- Fraser, Steven and Freeman, Joshua B., eds. Audacious Democracy: Labor, Intellectuals, and the Social Renewal of America. New York: Houghton Mifflin, 1997. ISBN 0-395-86682-0

### Capítulos de libros
- "Catholics, Communists, and Republicans: Irish Workers and the Organization of the Transport Workers Union." In Working-Class America: Essays on Labor, Community, and American Society. Daniel Walkowitz and Michael Frisch, eds. Champaign, Ill.: University of Illinois Press, 1983. ISBN 0-252-00953-3
- "Labor During the American Century: Work, Workers, and Unions Since 1945." In A Companion to Post-1945 America. Roy Rosenzweig and Jean-Christophe Agnew, eds. Boston, Mass.: Blackwell Publishing, 2002. ISBN 0-631-22325-8

### Artículos en solitario
- "Anatomy of a Strike: New York City Transit Workers Confront the Power Elite." New Labor Forum. Fall 2006.
- "A Fight for the Future." The Nation. December 22, 2005.
- "Hardhats: Construction Workers, Manliness, and the 1970 Pro-War Demonstrations." Journal of Social History. June 1993.
- "Putting Conservatism Back into the 1960s." Radical History Review. Spring 1989.
- "Red New York." Monthly Review. July/August 2002.
- "The Strike Weapon: Can it Still Work?" Dissent. Spring 1997.
- "Structure and Culture in the Labor Market." Labor History. Winter 1994.
- "The Thirteenth Amendment is No Magic Bullet: Joshua B. Freeman Replies to Mark Dudzic."  New Labor Forum. Spring 2005.

### Artículos en coautoría
- Freeman, Joshua B. and Rosswurm, Steven. "The Education of an Anti-Communist: Father John F. Cronin and the Baltimore Labor Movement." Labor History. Summer 1992.